# Cirsium acaule
Cirsium acaule es una especie fanerógama perteneciente a la familia de las asteráceas.

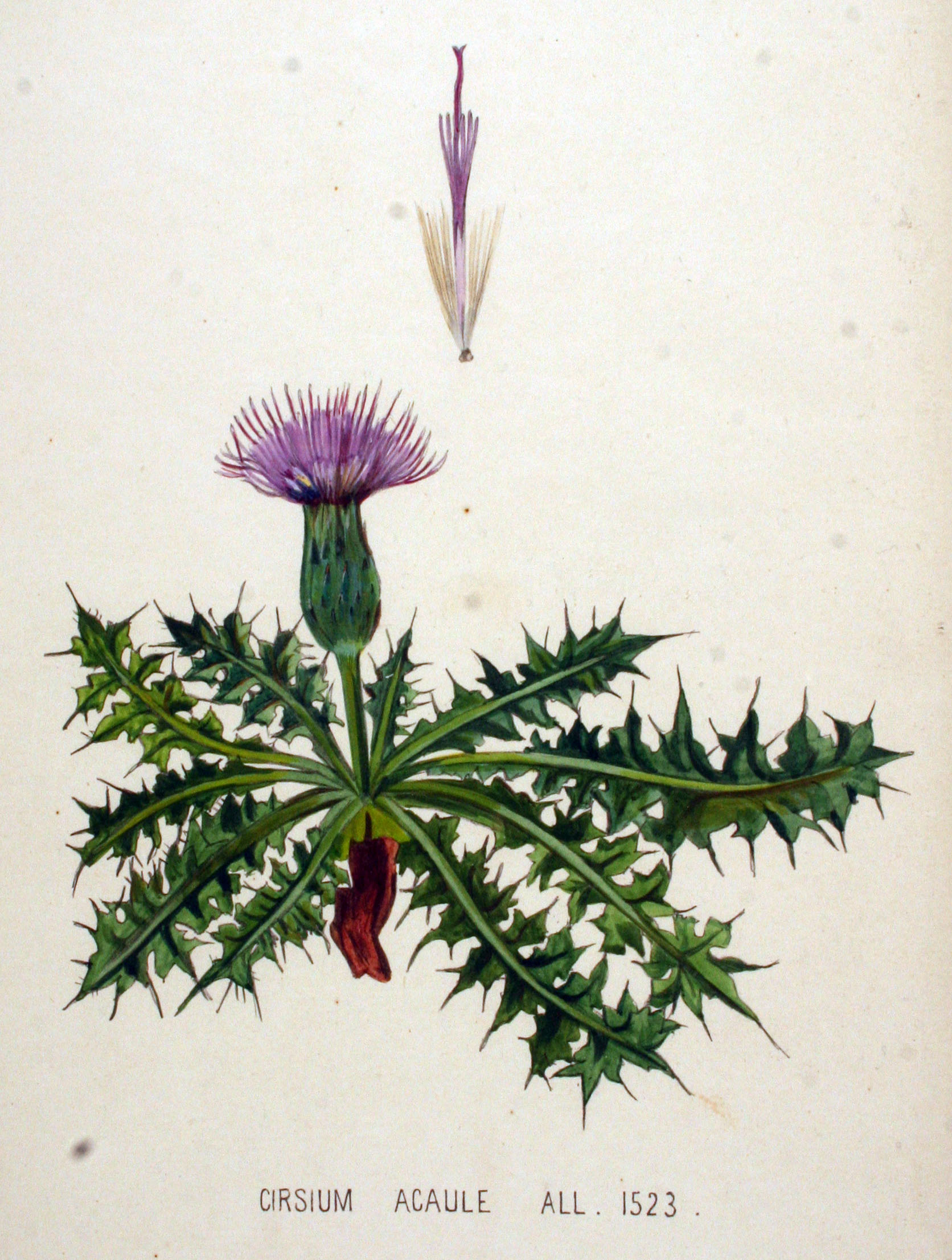
Ilustración

## Distribución geográfica
Se encuentra desde Inglaterra y Escandinavia hasta el sur de Europa. Extiende su área de distribución hacia el Asia Occidental.
En Alemania, se encuentra en las partes central y meridional, donde son muy frecuentes. Sin embargo, en Austria es bastante raro de encontrar, mientras que en Suiza, es abundante.

## Descripción
Es una planta anual o vivaz considerada invasora con hojas lobuladas, lanceoladas y espinosas con flores tubulares en tallo rastrero. Sus semillas son polinizadas por las abejas.

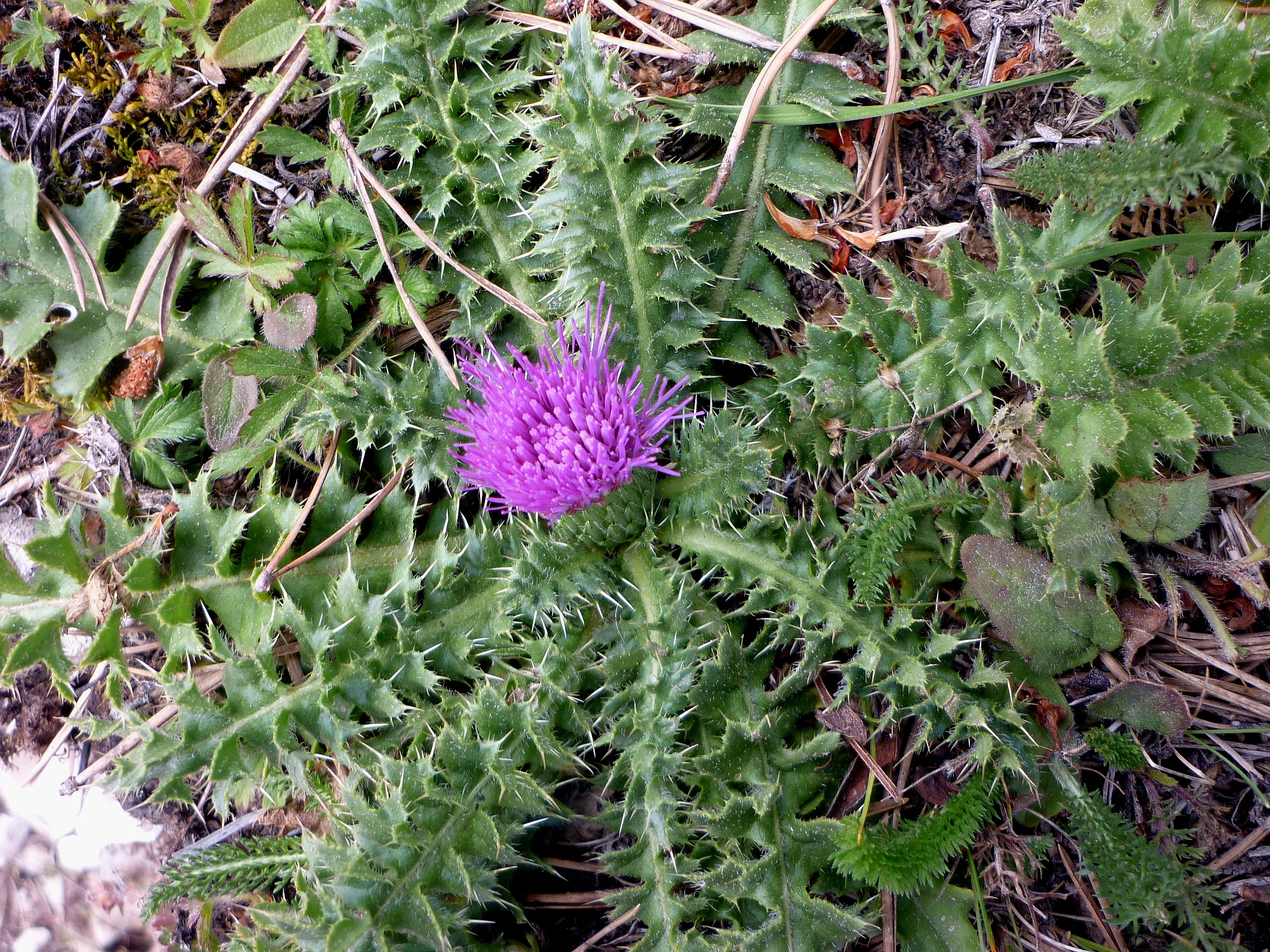
Vista de la planta

## Taxonomía

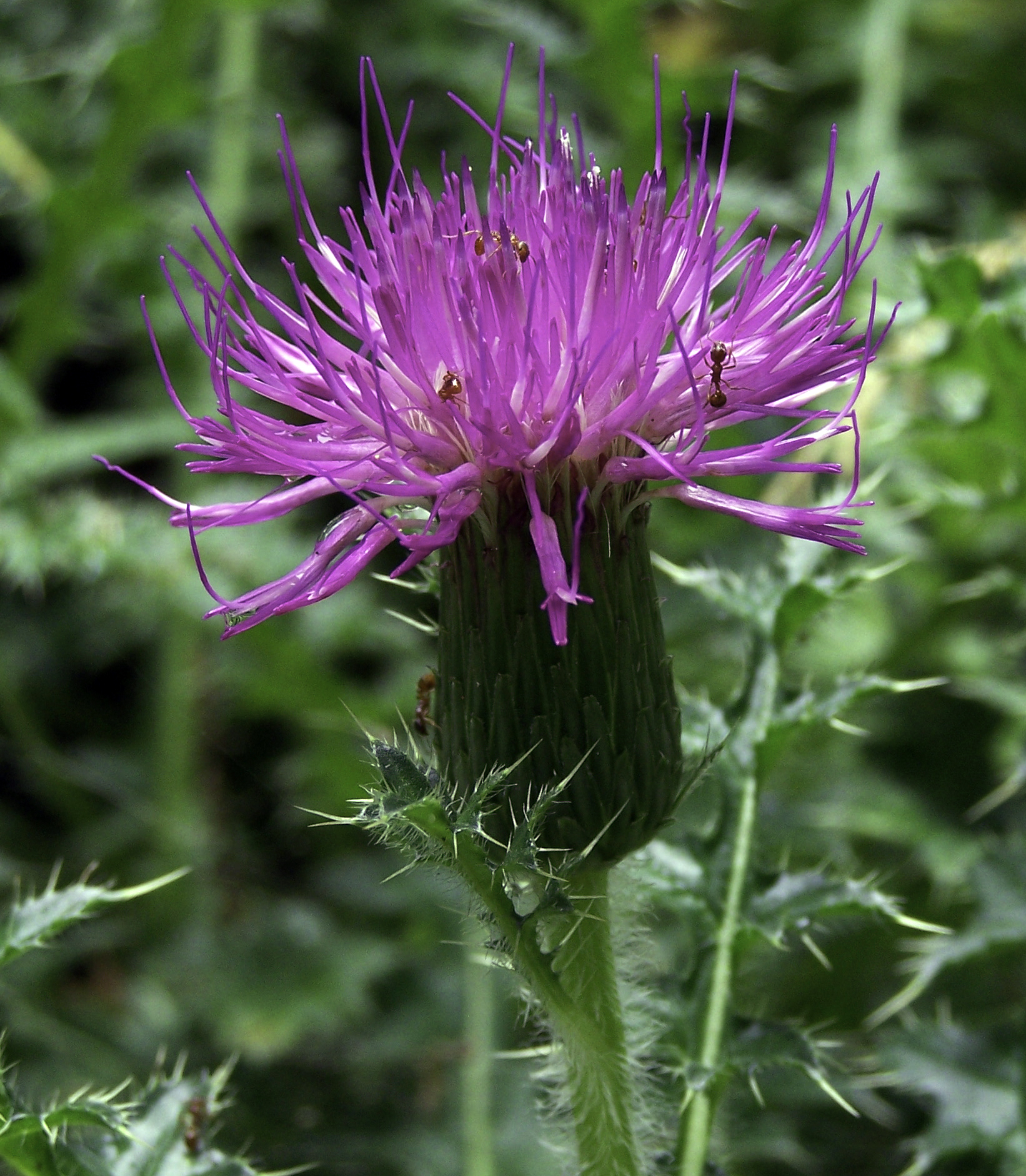
Detalle de la flor

Cirsium acaule fue descrita por Giovanni Antonio Scopoli y publicado en Primitiae Florae Holsaticae 59. 1780.
Etimología
Cirsium: nombre genérico que deriva de la palabra latina cirsĭŏn, -ĭi —del griego χιρσός, -ον, "varices"—  vocablo que usa Plinio el Viejo (Naturalis Historia, 27, 61) para identificar un cardo que se utiliza para el tratamiento de este tipo de dolencia. En los tiempos modernos, el botánico francés Tournefort (1656 - 1708) ha derivado el nombre Cirsium.
acaule: epíteto latino que significa "sin tallo".
Citología
Número de cromosomas de Cirsium acaulon (Fam. Compositae) y táxones infraespecíficos: 2n=34
Sinonimia
| - Carduus acaulos L. (1753) - Carduus rosenii Vill. (1788) - Cirsium allionii Spenner (1829) - Cirsium araricum Gandoger (1875) - Cirsium collivagum Gandoger (1875) - Cirsium exiguum Bubani (1899) - Cirsium gmelinii Tausch (1828) - Cnicus acaulos (L.) Willd. (1787) - Cnicus dubius Willd. (1787) - Cnicus gmelinii Sprengel (1808) - Carduus acaulis L. - Carduus caulescens Pers. ex Steud. - Carduus gmelini Steud. - Carduus spinosus Gueldenst. ex Ledeb. - Cirsium alpestre Nägeli - Cirsium bipontinum F.W.Schultz - Cirsium congestum Fisch. & C.A.Mey. ex DC. - Cirsium congestum var. sorocephalum (Fisch. & C.A.Mey.) Petr. - Cirsium consanguineum DC. - Cirsium decipiens Nyman - Cirsium decoloratum - Cirsium exigium Bubani - Cirsium fallax Franch. - Cirsium lachenalii - Cirsium rosenii Vill. - Cirsium sorocephalum Fisch. & C.A.Mey. - Cirsium sorocephalum DC. - Cnicus affghanicus C.Winkl. ex Petr. |

## Nombre común
- Castellano: cardo de borreguil, cardo negro, mancaperros[5]